# Josephine Marie Jeanne De Mol
Josephine Marie Jeanne De Mol (Sint-Jans-Molenbeek, 19 december 1873 – Ukkel, 23 september 1960) was een Belgisch onderwijzeres, dichteres en componiste.
Ze is de dochter van musicus Willem De Mol en Marie Thérese Albertine Catherine Meert. Haar vader stierf toen ze nog geen een jaar oud was. Ook opa Jean Remi De Mol, oudoom Pierre De Mol en een drietal ooms zaten in de muziek.
Ze kreeg onderwijs op de rijksnormaalschool en werd onderwijzeres in Elsene. Van haar verscheen een aantal werkjes die voornamelijk bedoeld waren voor optredens van kinderen. Ze waren derhalve in beperkte mate technisch.
Een aantal werken:
- Le chansonniere de la jeunesse (1912)
- Scenes enfantines (1906)
- Les nations (1910)
- Rondes printanieres (1912)
- Le jardin fleuri (1927)
- Rondes suedois (1927)
- Au bord du lac (1932)
- Sur la mer (1932)
- Aux enfants (1904), een bundel van vijftien liederen voor schoolkinderen en opvoedingsgestichten.

Er is ook een aantal Nederlandstalige liederen zoals De krekel en de mier (een kindertoneeltje), Terugkeer van het veld (eveneens een kindertoneeltje) en In het land van de molens. 
Zij gaf voorts een biografie uit over haar vader getiteld La vie et les oeuvres de Willem de Mol (1923).